# Xã Aetna, Quận Pipestone, Minnesota
Xã Aetna (tiếng Anh: Aetna Township) là một xã thuộc quận Pipestone, tiểu bang Minnesota, Hoa Kỳ. Năm 2010, dân số của xã này là 194 người.